# طرق متقاطعة (فلم)
طرق متقاطعة (بالإنجليزية: Crossroads) أو مفترق الطرق في كيبيك هو فيلم كوميدي درامي أمريكي صدر عام 2002 للمخرج تامرا ديفيس. يعد أول وأخر فيلم لعبت فيه بريتني سبيرز دور البطولة حتى الآن.
حقق الفيلم انتقادات سلبية ونجاحًا معتدلًا في شباك التذاكر العالمي، بإيراد بلغ أكثر من 61 مليون دولار في أول ثلاثة أشهر من إصداره.

## روابط خارجية
- طرق متقاطعة على موقع IMDb (الإنجليزية)
- طرق متقاطعة على موقع ميتاكريتيك (الإنجليزية)
- طرق متقاطعة على موقع روتن توميتوز (الإنجليزية)
- طرق متقاطعة على موقع نتفليكس (الإنجليزية)
- طرق متقاطعة على موقع قاعدة بيانات الأفلام العربية
- طرق متقاطعة على موقع ألو سيني (الفرنسية)
- طرق متقاطعة على موقع Turner Classic Movies (الإنجليزية)
- طرق متقاطعة على موقع أول موفي (الإنجليزية)
- طرق متقاطعة على موقع بوكس أوفيس موجو (الإنجليزية)
- طرق متقاطعة على موقع فيلمافينيتي (الإسبانية)